# Arrondissement Colmar-Ribeauvillé
Das Arrondissement Colmar-Ribeauvillé ist ein Verwaltungsbezirk im Département Haut-Rhin in der französischen Region Grand Est (bis Ende 2015 Elsass). Am 1. Januar 2015 wurde es aus den ehemaligen Arrondissements Colmar und Ribeauvillé gebildet.

## Geschichte
Am 4. März 1790 wurde mit der Gründung des Départements Haut-Rhin auch ein Distrikt Colmar geschaffen, der zu dem Zeitpunkt auch das Gebiet des ehemaligen Arrondissements Ribeauvillé mit umfasste. Am 17. Februar 1800 wurde daraus das Arrondissement Colmar herausgelöst.
Am 18. Mai 1871 wurde ein Teil des Gebietes als Kreis Rappoltsweiler im Bezirk Oberelsass im Reichsland Elsass-Lothringen neu zugeschnitten. Der Kreis umfasste damals 459 km² und hatte 1885 61.791 Einwohner. Auch der andere Teil gehörte als Kreis Colmar im Bezirk Oberelsass zum Reichsland Elsass-Lothringen. Dieser Kreis umfasste damals 664 km² und hatte 1885 81.438 Einwohner.
Im Zuge der Wiedereingliederung des Elsass nach Frankreich am 28. Juni 1919 (Vertrag von Versailles) wurde der Kreis Rappoltsweiler zum Arrondissement Ribeauvillé. Darüber hinaus wurden ein Arrondissement „Colmar-Ville“ und ein Arrondissement „Colmar-Campagne“ eingerichtet; beide wurden 1934 wieder zu einem Arrondissement vereinigt.
Siehe auch: Geschichte Haut-Rhin.

## Geografie
Das Arrondissement grenzt im Norden an das Arrondissement Sélestat-Erstein im Département Bas-Rhin, im Osten an das deutsche Bundesland Baden-Württemberg, im Süden an das Arrondissement Thann-Guebwiller und im Westen an das Arrondissement Saint-Dié-des-Vosges im Département Vosges (Lothringen).
Im Arrondissement liegen fünf Wahlkreise (Kantone):
- Kanton Colmar-1
- Kanton Colmar-2
- Kanton Ensisheim (mit 27 von 38 Gemeinden)
- Kanton Sainte-Marie-aux-Mines
- Kanton Wintzenheim (mit 27 von 35 Gemeinden)

Siehe auch: Liste der Kantone im Département Haut-Rhin

## Gemeinden
Die Gemeinden des Arrondissements Colmar-Ribeauvillé sind:
| 1. Algolsheim (68001)               | 2. Ammerschwihr (68005)             | 3. Andolsheim (68007)              | 4. Appenwihr (68008)        |
| 5. Artzenheim (68009)               | 6. Aubure (68014)                   | 7. Balgau (68016)                  | 8. Baltzenheim (68019)      |
| 9. Beblenheim (68023)               | 10. Bennwihr (68026)                | 11. Bergheim (68028)               | 12. Biesheim (68036)        |
| 13. Bischwihr (68038)               | 14. Blodelsheim (68041)             | 15. Breitenbach-Haut-Rhin (68051)  | 16. Colmar (68066)          |
| 17. Dessenheim (68069)              | 18. Durrenentzen (68076)            | 19. Eguisheim (68078)              | 20. Eschbach-au-Val (68083) |
| 21. Fessenheim (68091)              | 22. Fortschwihr (68095)             | 23. Fréland (68097)                | 24. Geiswasser (68104)      |
| 25. Griesbach-au-Val (68109)        | 26. Grussenheim (68110)             | 27. Guémar (68113)                 | 28. Gunsbach (68117)        |
| 29. Heiteren (68130)                | 30. Herrlisheim-près-Colmar (68134) | 31. Hettenschlag (68136)           | 32. Hirtzfelden (68140)     |
| 33. Hohrod (68142)                  | 34. Horbourg-Wihr (68145)           | 35. Houssen (68146)                | 36. Hunawihr (68147)        |
| 37. Husseren-les-Châteaux (68150)   | 38. Illhaeusern (68153)             | 39. Ingersheim (68155)             | 40. Jebsheim (68157)        |
| 41. Katzenthal (68161)              | 42. Kaysersberg Vignoble (68162)    | 43. Kunheim (68172)                | 44. Labaroche (68173)       |
| 45. Lapoutroie (68175)              | 46. Le Bonhomme (68044)             | 47. Lièpvre (68185)                | 48. Logelheim (68189)       |
| 49. Luttenbach-près-Munster (68193) | 50. Metzeral (68204)                | 51. Mittelwihr (68209)             | 52. Mittlach (68210)        |
| 53. Muhlbach-sur-Munster (68223)    | 54. Munchhouse (68225)              | 55. Munster (68226)                | 56. Muntzenheim (68227)     |
| 57. Nambsheim (68230)               | 58. Neuf-Brisach (68231)            | 59. Niedermorschwihr (68237)       | 60. Obermorschwihr (68244)  |
| 61. Obersaasheim (68246)            | 62. Orbey (68249)                   | 63. Ostheim (68252)                | 64. Porte du Ried (68143)   |
| 65. Ribeauvillé (68269)             | 66. Riquewihr (68277)               | 67. Rodern (68280)                 | 68. Roggenhouse (68281)     |
| 69. Rombach-le-Franc (68283)        | 70. Rorschwihr (68285)              | 71. Rumersheim-le-Haut (68291)     | 72. Rustenhart (68290)      |
| 73. Sainte-Croix-aux-Mines (68294)  | 74. Sainte-Croix-en-Plaine (68295)  | 75. Sainte-Marie-aux-Mines (68298) | 76. Saint-Hippolyte (68296) |
| 77. Sondernach (68311)              | 78. Soultzbach-les-Bains (68316)    | 79. Soultzeren (68317)             | 80. Stosswihr (68329)       |
| 81. Sundhoffen (68331)              | 82. Thannenkirch (68335)            | 83. Turckheim (68338)              | 84. Urschenheim (68345)     |
| 85. Vœgtlinshoffen (68350)          | 86. Vogelgrun (68351)               | 87. Volgelsheim (68352)            | 88. Walbach (68354)         |
| 89. Wasserbourg (68358)             | 90. Weckolsheim (68360)             | 91. Wettolsheim (68365)            | 92. Wickerschwihr (68366)   |
| 93. Widensolen (68367)              | 94. Wihr-au-Val (68368)             | 95. Wintzenheim (68374)            | 96. Wolfgantzen (68379)     |
| 97. Zellenberg (68383)              | 98. Zimmerbach (68385)              |                                    |                             |

## Neuordnung der Arrondissements 2017

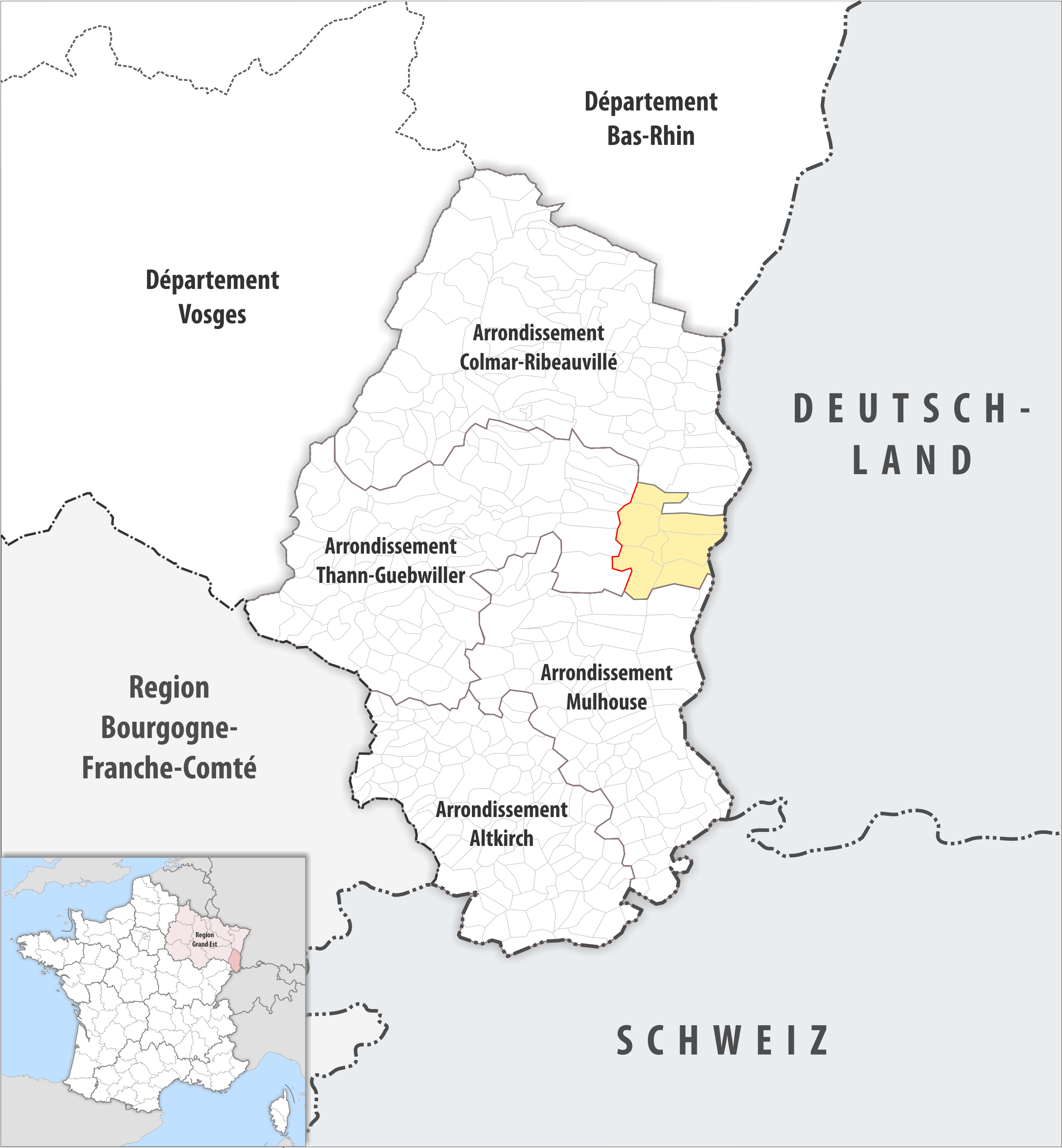
Arrondissementsanpassungen im Jahr 2017

Durch die Neuordnung der Arrondissements im Jahr 2017 wurden die Fläche der sieben Gemeinden Blodelsheim, Fessenheim, Hirtzfelden, Munchhouse, Roggenhouse, Rumersheim-le-Haut und Rustenhart vom Arrondissement Thann-Guebwiller dem Arrondissement Colmar-Ribeauvillé zugewiesen.

## Ehemalige Gemeinden seit der landesweiten Neuordnung der Kantone
bis 2015:
Holtzwihr, Kaysersberg, Kientzheim, Sigolsheim, Riedwihr